# Chrysler Concorde
Chrysler Concorde — передньопривідний чотиридверний седан представницького класу, який вироблявся компанією Крайслер з 1993 по 2004 роки. Автомобіль прийшов на заміну Chrysler Fifth Avenue. Concorde був одним з трьох перших автомобілів (поряд з Dodge Intrepid і Eagle Vision), побудованих на передньоприводній платформі Chrysler LH. Увійшов до десятки найкращих автомобілів в 1993 і 1994 роках за версією журналу «Car and Driver».

## Перше покоління

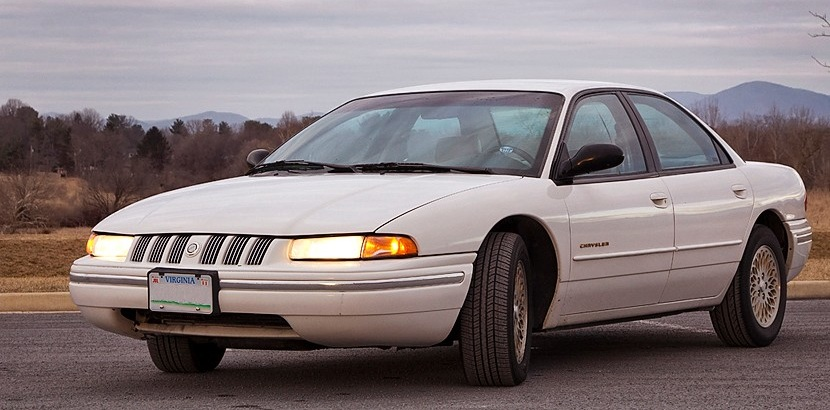
Chrysler Concorde LXi

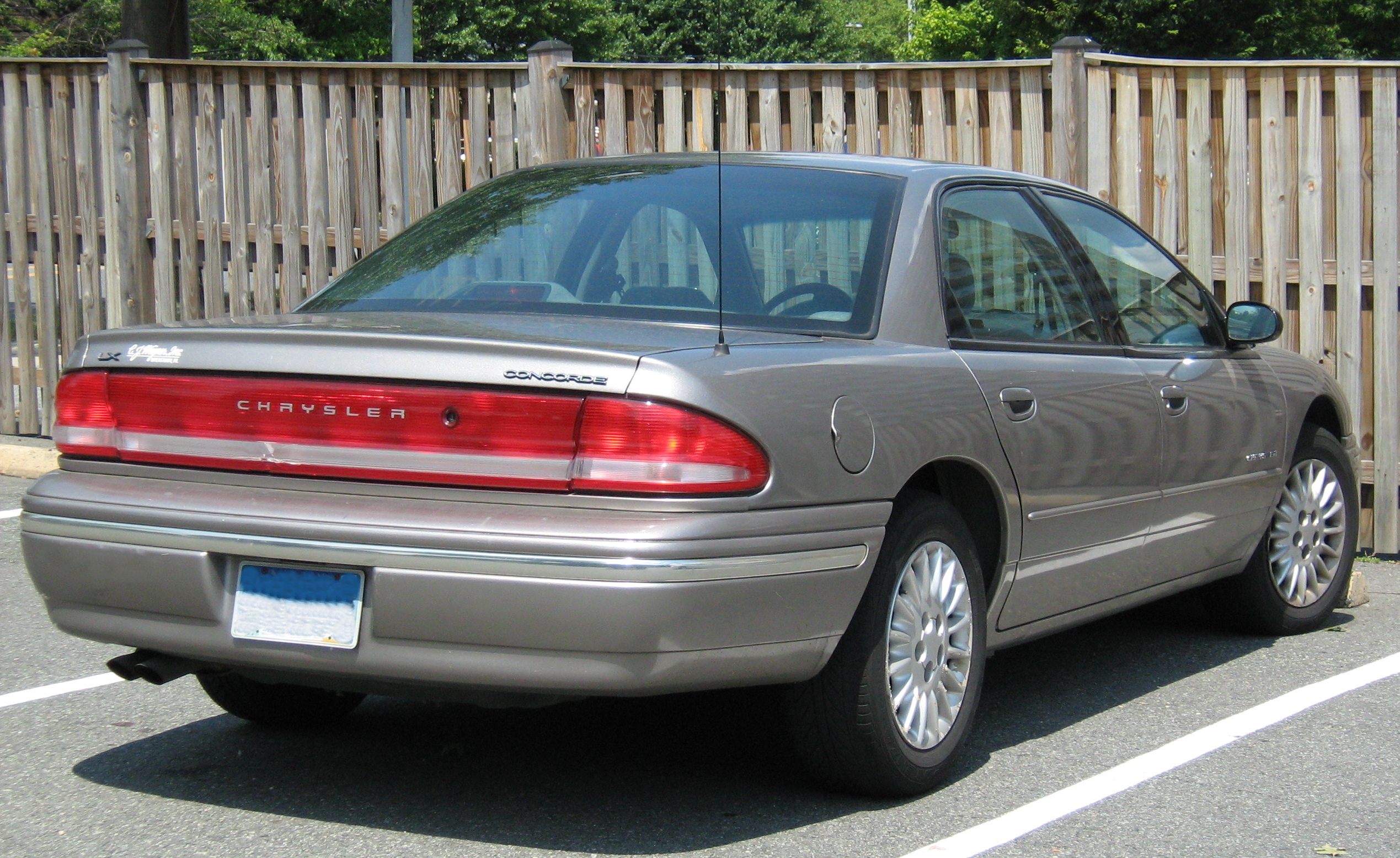
Chrysler Concorde LX

Автомобілі першого покоління Chrysler Concorde дебютували в 1992 році на міжнародному автосалоні в Детройті як модель 1993 року. Була представлена одна, досить багата, комплектація вартістю US $18 341.

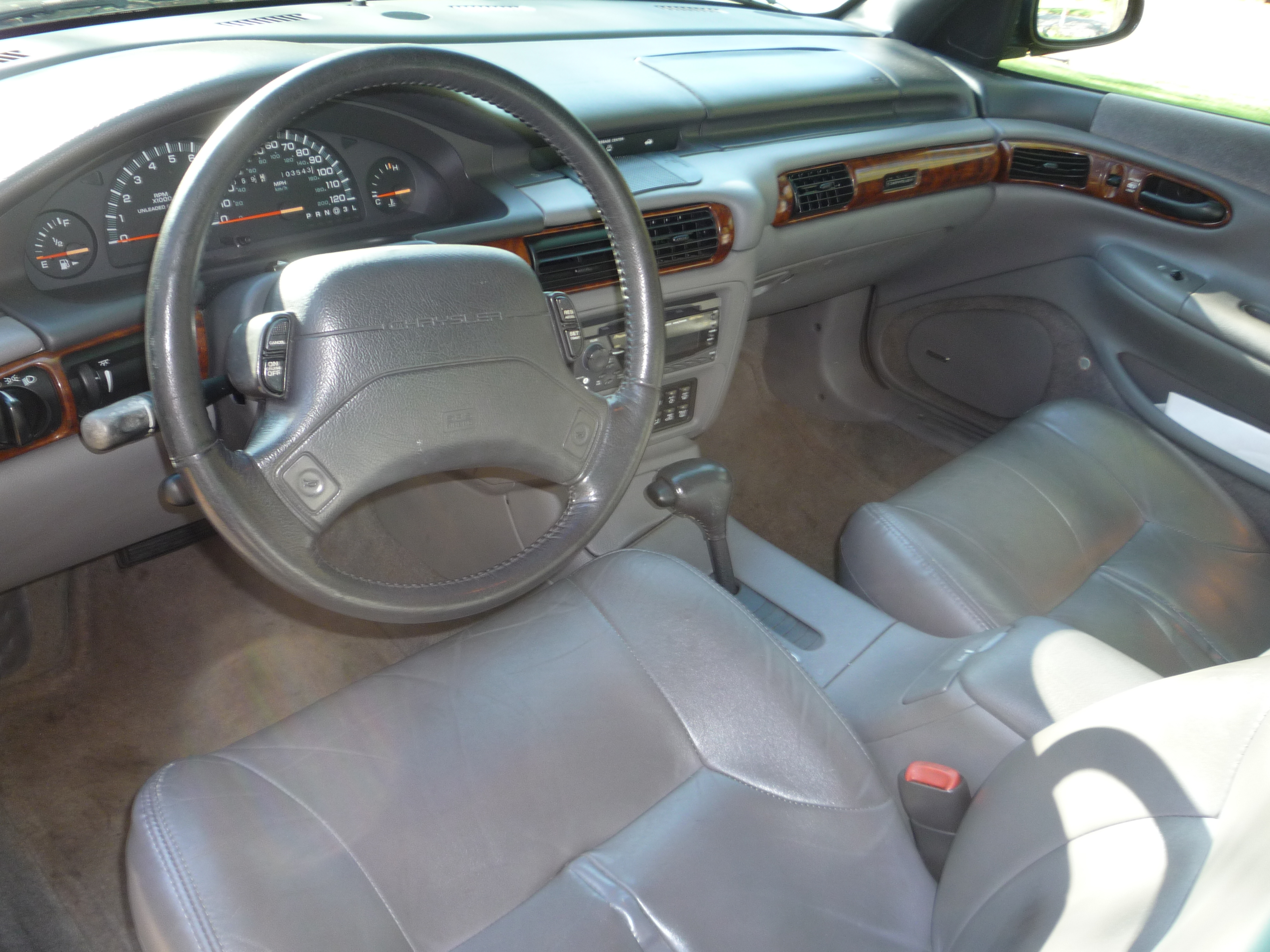

З усіх седанів платформи LH Concorde першого покоління були найближчими до Eagle Vision. Concorde, правда, мав більш традиційний вигляд. Обидва автомобілі мали спільні майже всі кузовні панелі, зовні відрізняючись в основному ґратами радіатора, задньою частиною, молдингами і вибором дисків.
Решітка радіатора Concorde була розділена на 6 секцій вертикальними стійками, пофарбованими в колір кузова. На центральній частині розміщувався логотип виробника. На кришці багажника автомобіля розміщувався ліхтар у вигляді смуги, що простягнулася від однієї задньої фари до іншої. Метою була імітація «єдиної» задньої фари від крила до крила. Номерний знак кріпився на задньому бампері. На автомобілі Eagle Vision встановлювалися такі ж задні ліхтарі, але була відсутня «смуга» на багажнику - там кріпився номерний знак. У Dodge Intrepid, з іншого боку, і передня і задня оптика були зовсім інші, а решітка радіатора просто була відсутня.
На відміну від родинних автомобілів, що випускаються Dodge і Eagle, бічні молдинги Concorde були вищими і мали хромовані (пізніше золотого кольору) вставки. Якщо молдинги автомобіля забарвлювалися в сірий колір, фарба доходила до хромованих вставок, на відміну від Vision, у якого сірі смуги були помітно вже. Дизайн колісних дисків, опціонально були доступні алюмінієві, з малюнком Spiralcast, був унікальним для седанів Chrysler LH (Concorde, LHS, New Yorker). Dodge і Eagle комплектувалися «своїми» колесами.
Оздоблення салону Concorde була практично ідентична Vision, основними відмінностями були обробка «під дерево» і емблема на кермі (салон Intrepid відрізнявся дуже істотно). При цьому і Concorde і Intrepid могли комплектуватися переднім сидінням диванного типу і важелем коробки передач на кермовій стійці, що збільшувало місткість авто до шести осіб. Для Vision ж така опція була відсутня. На відміну від Dodge і Eagle, автомобілі Concorde ніколи не комплектувалися коробкою передач з функцією autostick (і відповідної панеллю приладів).
Дорогі комплектації Concorde мали обшиті шкірою сидіння, кермове колесо, ручку коробки передач, дверні вставки. З інших «салонних» опцій варто відзначити вентиляцію задніх сидінь (в 5-місних авто), центральний підлокітник в задньому сидінні, електрорегульовані передні сидіння (8 напрямків), персональні лампи освітлення салону. Електросклопідйомники, центральний замок, антиблокувальна система і подушки безпеки водія і переднього пасажира входили в стандартну комплектацію. Також опціонально були доступні протівобуксовочная система, «електронний» ключ і кілька варіантів аудіосистем від Infinity, з CD або касетним програвачем, еквалайзером, числом динаміків до 8 штук. Топові версії моделі LXi можна було відрізнити по відсутності висувної антени (антена була прибрана під праве заднє крило).
За бажанням покупця на автомобіль міг бути встановлено зсувний люк з електроприводом. Установкою займалася фірма American Sunroof (в нинішній час - American Specialty Cars). В процесі установки автомобіль позбавлявся здебільшого стельової консолі, з встановленими на ній кнопкою управління дверима гаража та окулярника. Однак дисплей бортовий інформаційної системи (OTIS) і лампи освітлення салону залишалися.
Помітним досягненням Chrysler Concorde була найвища оцінка Центру автомобільної безпеки, яку модель 1993 року одержала після тесту ударом об стіну на швидкості 56 км/год (35 миль/год).

### Двигуни
- 3.3 L EGA V6
- 3.5 L EGJ V6

## Друге покоління

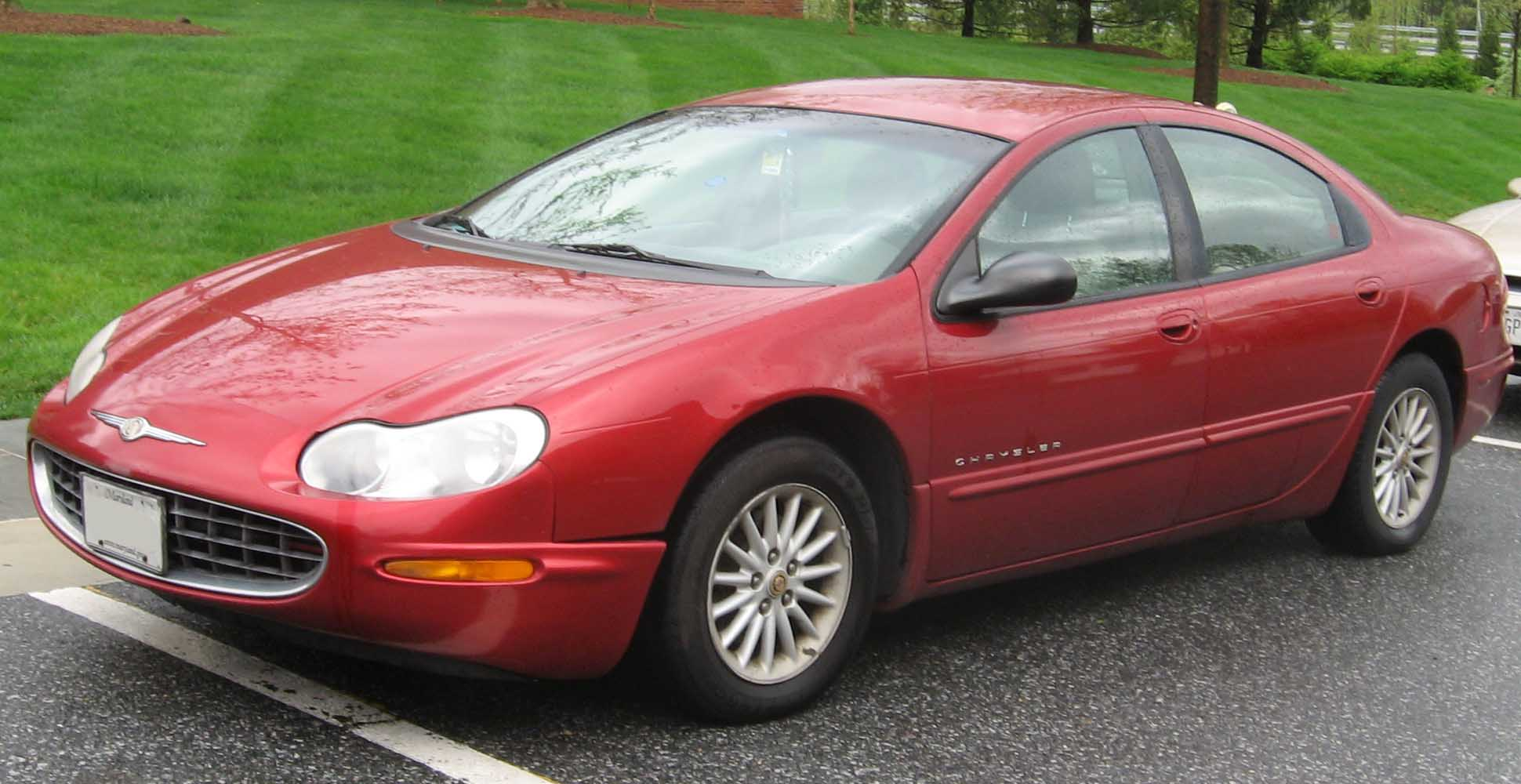
Chrysler Concorde 2 (1998-2002)

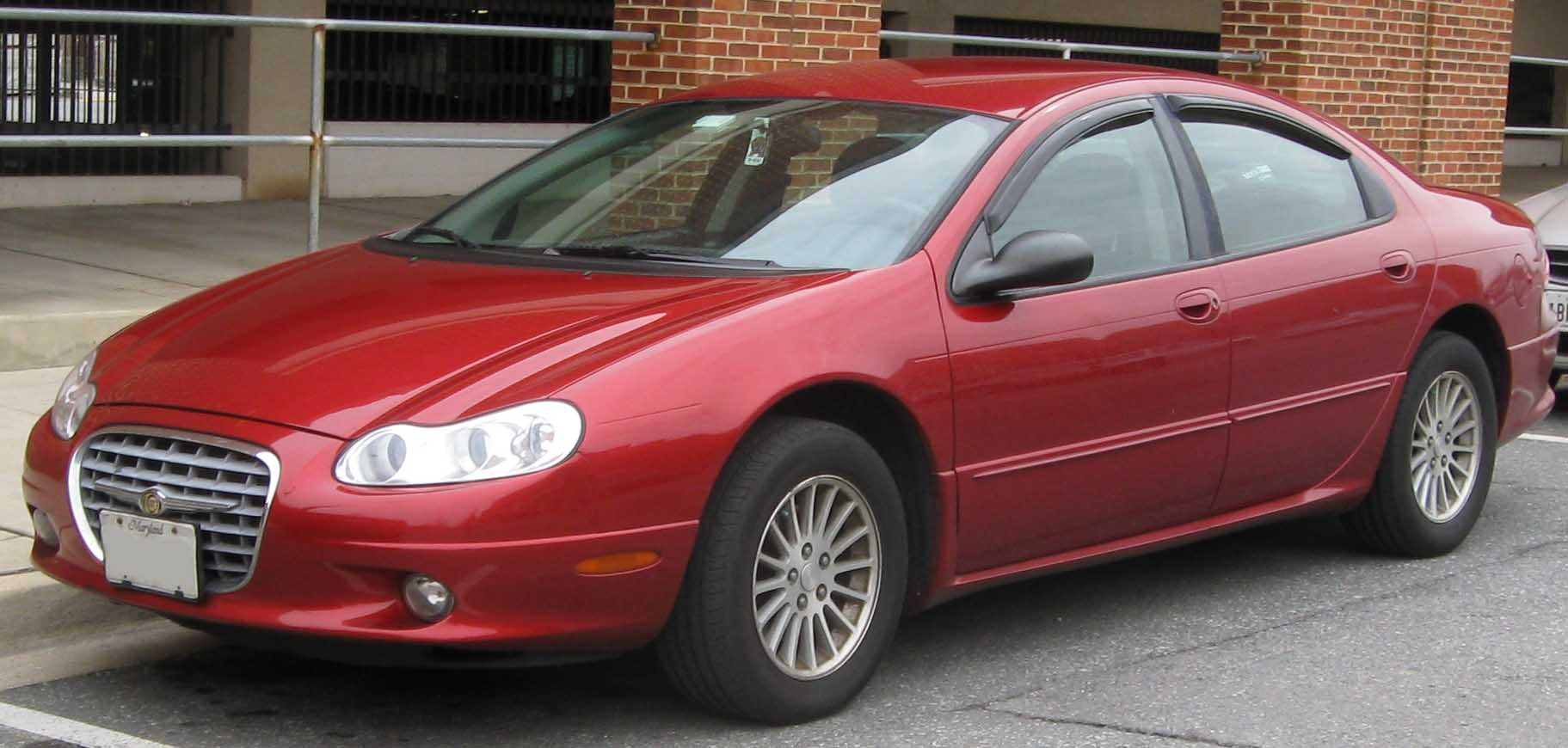
Chrysler Concorde Limited (2002-2004)

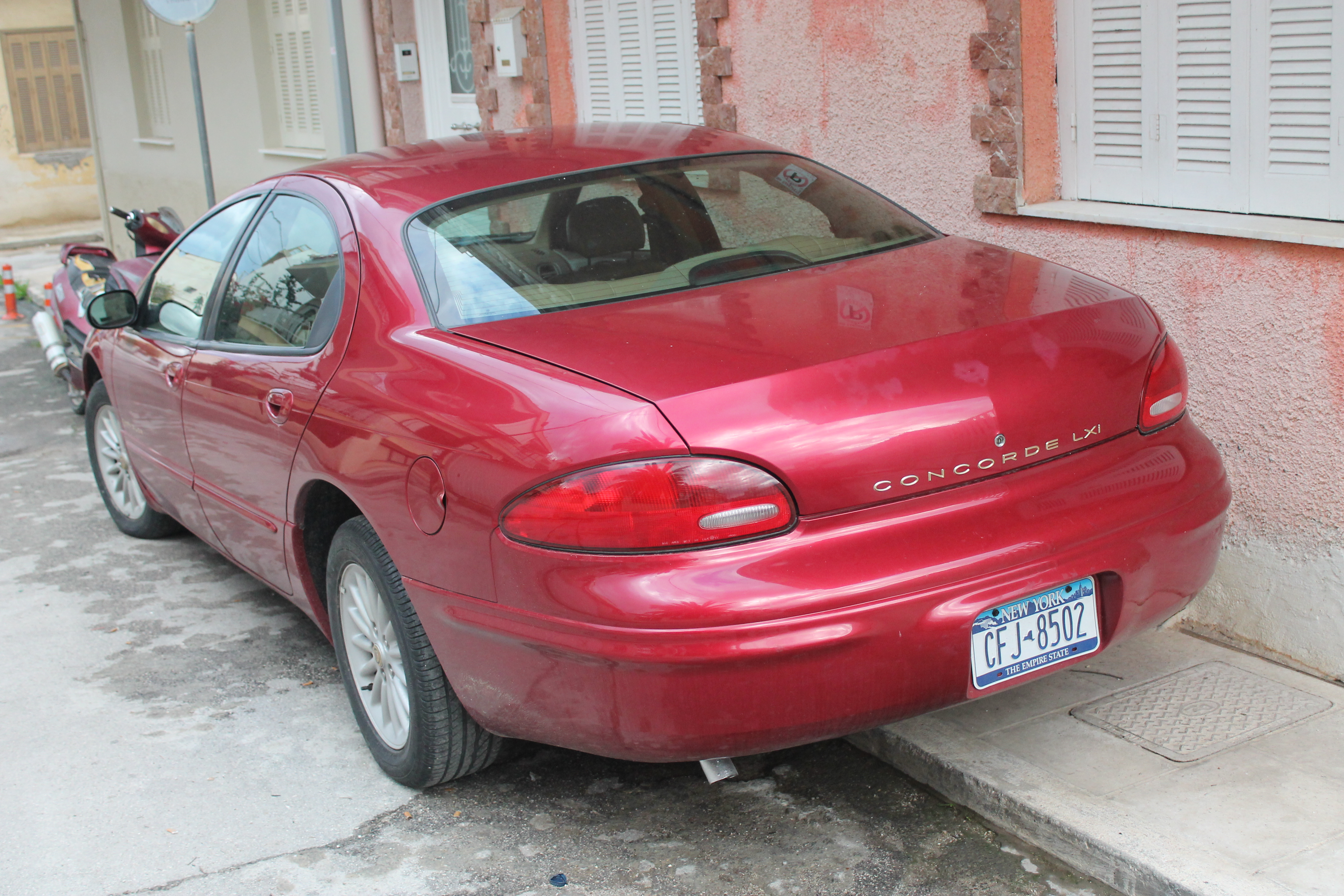
Chrysler Concorde LXi

Напередодні 1998 модельного року Concorde пройшов глибоку модифікацію. Дизайн другого покоління платформи був представлений в 1996 році у вигляді концепту Chrysler LHX. Цей автомобіль мав великі 20-дюймові колісні диски, приладову панель в центрі торпедо і відеокамерами в передніх стійках, які замінили дзеркала заднього виду. Колісна база була збільшена до 124 дюйма (3100 мм), що дозволило зробити просторіше місця для задніх пасажирів, встановити ззаду центр розваг і відділення для зберігання. Базова версія LX комплектувалася тканинним салоном, шкіряний був доступний опціонально. У версіях ж LXi і більш пізньої Limited шкіряний салон був доступний відразу.
Незважаючи на те, що автомобіль виріс в довжину на 7,5 дюйма (190 мм), у вазі він скинув близько 30 кг, що було результатом використання алюмінію в задній підвісці, кришці капота, а також новим двигунам. У 1999 році 3,5 л EGE потужністю 214 к.с. отримав новий, повністю алюмінієвий, блок циліндрів. На Concorde встановлювалися моделі двигуна EGJ і EGG (з 2002 року), потужністю 235 і 250 к.с. відповідно. Також були доступні двигуни 2,7 л 203 к.с. і 3,2 л 220 к.с.
При розробці другого покоління платформи LH, багато уваги було приділено індивідуальності автомобілів різних марок. Concorde 1998 року, значно сильніше відрізнявся як від Dodge Intrepid, так і від Chrysler 300M (наступник Eagle Vision), ніж розрізнялися між собою авто першого покоління. Виключаючи двері і дах, Concorde практично не мав спільної кузовної деталі з Intrepid і 300M.
В 2002 році представили модернізований варіант другого покоління під назвою Concorde Limited.
Виробництво автомобіля було припинено в 2004, також як і Intrepid, і 300M. На зміну Concorde прийшов Chrysler 300, представлений в кінці 2004 року (як модель 2005-го). Останній Chrysler Concorde зійшов з конвеєра 28 серпня 2004 року.

### Двигуни
- 2.7 L EER V6
- 3.2 L EGW V6
- 3.5 L EGJ V6
- 3.5 L EGG V6